# 孔搢
孔搢（1145年—1193年），字季绅，宋朝时衢州人。孔子五十代孫，孔宗願玄孙，孔若蒙曾孙，孔端操之孙，孔玠之子。
其父孔玠去世后，宋高宗绍兴二十四年（1154年），补授为右承奉郎，襲封衍聖公，成为南宗第三代衍圣公。宋高宗制書：“仲尼之道，垂休萬世，自生民以来，未有盛于此者。袭封奉祀，宜及後昆。以尔重厚深醇，世系可考，选共乃事，是遵典常。命以京秩，畀以公圭，非特為爾身榮，實所以尊聖也。往其懋哉”。。後知建昌軍，終官於浙西參議。其子孔文遠。
| 前任： 孔玠 | 南宋南宗衍圣公 1154年—1193年 | 繼任： 孔文遠 |

## 参看
- 孔子
- 孔子世家大宗世系
- 孔氏南宗
- 孔子世家大宗世系图
- 孔子世家南宗北宗世系图